# Batrachoseps altasierrae
Espèce
Batrachoseps altasierrae est une espèce d'urodèles de la famille des Plethodontidae.

## Répartition
Cette espèce est endémique de Californie aux États-Unis. Elle se rencontre dans le bassin de la rivière Kern dans les comtés de Kern et de Tulare entre 900 et 2 440 m d'altitude dans le sud de la Sierra Nevada.

## Description
Les mâles mesurent en moyenne sans la queue 38,0 mm et les femelles 40,1 mm.

## Étymologie
Son nom d'espèce lui a été donné en référence au lieu de sa découverte, l'Alta Sierra.

## Publication originale
- Jockusch, Martínez-Solano, Hansen & Wake, 2012 : Molecular and morphological diversification of slender salamanders (Caudata: Plethodontidae: Batrachoseps) in the southern Sierra Nevada with descriptions of two new species. Zootaxa, no 3190, p. 1-30 (texte intégral).